# Opętanie (powieść Tima LaHaye’a i Jerry’ego B. Jenkinsa)
Opętanie (ang. The Indwelling: The Beast Takes Possession) – VII tom bestsellerowej serii Powieść o czasach ostatecznych autorstwa Tima LaHaye’a i Jerry’ego B. Jenkinsa.

## Opis fabuły
Nicolae Carpathia umiera w objęciach Leona Fortunato. Wybucha panika i masowy chaos, przerażeni ludzie uciekają ze stadionu. Buck William zauważa, że strzał, który padł w kierunku Carpathii brzmiał podobnie jak ten, którym Nicolae zabił Eliego i Mojsze. Rayford Steele zastanawia się, czy to z jego ręki został zabity Antychryst. W rzeczywistości to Chaim Rozenzweig (siedzący na wózku i udający częściowo sparaliżowanego) podciął Carpathię i wbił mu "miecz" (długie ostrze) w głowę.
Ciało zamordowanego Nicolae Carpathii zostaje przetransportowane do Nowego Babilonu. Rozpoczynają się przygotowania do uroczystości pogrzebowych. Oficjalnie podaje się, że zamachowcem jest Rayford Steele, a śmierć Jego Wysokości nastąpiła od kuli (oglądane taśmy wskazują jednak, iż to Chaim był mordercą).
Hattie Durham zostaje wypuszczona z więzienia w Brukseli i udaje się do Stanów Zjednoczonych. Jest śledzona przez agentów Globalnej Wspólnoty, mających na celu odnalezienie kwatery Opozycji Ucisku. Hattie, wiedząc o tym, trzyma się z dala od bezpiecznego domu w Mount Prospect.
Buck Williams poszukuje w Jerozolimie Chaima Rozenzweiga, obawiając się, iż mógł zostać ranny lub umrzeć na atak serca. Odnajduje go i nakłania do ucieczki do USA.
Pogrzeb ma odbyć się po 3 dniach od śmierci Carpathii. Świat opłakuje swego przywódcę. Wzniesiona zostaje ogromna statua przedstawiająca Nicolae. Do Nowego Babilonu przybywają cztery miliony ludzi. Ciało Jego wysokości spoczywa w przezroczystej trumnie - tysiące osób oddają hołd zmarłemu przywódcy, przesuwając się obok niej. W trakcie pogrzebu Leon Fortunato i 10 potentatów wygłasza mowy pogrzebowe. Nagle spowita kłębami dymu statua przemawia, żądając oddania jej czci. Leon Fortunato - który okazuje się przepowiedzianym w Biblii Fałszywym Prorokiem - wpada na pomysł ogłoszenia kultu bóstwa Carpathii. Każdy człowiek na ziemi będzie musiał wyznawać ten kult lub zostanie zlikwidowany, jako przeciwnik wszechświatowego pokoju i globalnego dobrobytu. Następnie wzywa z nieba pioruny, by dosięgły tych, którzy nie pokłonią się wizerunkowi Nicolae. Wśród pierwszych zabitych znajdują się trzej spiskujący przeciw Jego Wysokości potentaci. David i jego narzeczona Annie Christopher - znajdujący się w różnych sektorach - obserwują narastający chaos.
Na oczach ludzi zgromadzonych w Nowym Babilonie i oglądających transmisję z pogrzebu w telewizji - Nicolae Carpathia, Antychryst, zmartwychwstaje. Jest to znak, iż nastąpiło opętanie (w ciało Jego Wysokości wstąpił sam Szatan).
David poszukuje Annie, ale nie może jej odnaleźć. Antychryst przemawia do ludzi - ostrzega, że ci, którzy nie uznają go za Boga i uważają, iż nastał czas Ucisku, winni być przygotowani na Wielki Ucisk.

## Główni bohaterowie

### Wierzący
- Rayford Steele – były pilot linii lotniczych Pan-Continental, stracił żonę i syna podczas Pochwycenia, były dowódca samolotu Global Community One (osobistej maszyny Nicolae Carpathii), członek pierwotnej Opozycji Ucisku, międzynarodowy zbieg przebywający w ukryciu w Mount Prospect (Illinois); jeden z zamachowców (strzelał do Carpathii)
- Cameron "Buck" Williams – były dziennikarz pisma "Global Weekly", przyjaciel Chaima Rosenzweiga, członek pierwotnej Opozycji Ucisku, redaguje magazyn internetowy "Słowo Prawdy", ukrywa się w Mount Prospect, przebywa z misją w Izraelu
- Chloe Steele Williams – córka Rayforda, żona Bucka Williamsa, straciła matkę i brata podczas pochwycenia, członkini pierwotnej Opozycji Ucisku, matka 14-miesięcznego Kenny'ego Bruce’a, ukrywa się w Mount Prospect, kieruje międzynarodową siecią wymiany towarowej i pieniężnej, służącej wierzącym
- Doktor Tsion Ben-Judah – rabin i naukowiec, jeden z nawróconych na chrześcijaństwo Żydów, duchowy przywódca i nauczyciel Opozycji Ucisku; poszukiwany przez Globalną Wspólnotę za głoszenie wiary uciekł do USA; za pomocą Internetu głosi Ewangelię i wzywa ludzi do nawrócenia, przebywa w ukryciu w Mount Prospect
- Mac McCullum – pilot Nicolae Carpathii, przebywa w pałacu Globalnej Wspólnoty w Nowym Babilonie
- David Hassid – dyrektor zaopatrzenia w kwaterze Globalnej Wspólnoty w Nowym Babilonie
- Annie Christopher – kapral Globalnej Wspólnoty, szefowa cargo (Phoenix 206) w Nowym Babilonie, zakochana z wzajemnością z Davidzie Hassidzie
- Leah Rose – pracownica administracji Arthur Young Memorial Hospital w Palatine, nadzorująca pielęgniarki; mieszka w bezpiecznym domu w Mount Prospect
- Tyrola ("T") Mark Delanty – właściciel i dyrektor lotniska Palwaukee Airport (Wheeling - stan Illinois)
- Lukas ("Laslos") Miklos – właściciel przedsiębiorstwa handlującego lignitem (Grecja), żonaty
- Abdullah Smith – pochodzący z Jordanii pilot odrzutowców i myśliwców; pierwszy oficer Phoenixa 216

### Wrogowie chrześcijaństwa
- Nicolae Jetty Carpathia – były Sekretarz Generalny ONZ, Przywódca Globalnej Wspólnoty (Potentat), Antychryst, zabity podczas zamachu w Jerozolimie, spoczywa w trumnie wystawionej w kopmleksie pałacowym w Nowym Babilonie
- Leon Fortunato – prawa ręka Carpathii, Najwyższy Zwierzchnik, następca Nicolae po jego śmierci

### Niezdecydowani
- Hattie Durham – była stewardesa, asystentka i kochanka Nicolae Carpathii, więziona przez Globalną Wspólnotę w Belgii
- Chaim Rosenzweig – botanik, laureat Nagrody Nobla, odkrywca formuły, która zmieniła izraelskie pustkowia w kwitnące i żyzne tereny uprawne, Człowiek Roku pisma "Global Weekly", po zabiciu Antychrysta ukrywa się w Jerozolimie

## Miejsca wydarzeń
- Izrael
- Irak
- Grecja
- Chicago